# Selvino
Selvino – miejscowość i gmina we Włoszech, w regionie Lombardia, w prowincji Bergamo.
Według danych na styczeń 2009 gminę zamieszkiwało 2020 osób przy gęstości zaludnienia 315,6 os./1 km².